# USS Tuscumbia (1862)
USS Tuscumbia – amerykańska pancerna kanonierka rzeczna marynarki wojennej Unii z okresu wojny secesyjnej, o napędzie bocznokołowo-śrubowym, zbudowana w 1862 roku i służąca na Missisipi i jej dopływach w latach 1863–1865.
Jej uzbrojenie stanowiły trzy działa kalibru 279 mm i dwa kalibru 229 mm. Weszła do służby 12 marca 1863 roku. Brała udział w walkach nad rzeką Tennessee i na Missisipi pod Vicksburgiem. Została wycofana ze służby w 1865 roku.

## Budowa i opis
„Tuscumbia” należała do trzech podobnych rzecznych kanonierek pancernych o małym zanurzeniu, zamówionych w stoczni Joseph Brown Yard w Cincinnati w stanie Ohio nad rzeką Ohio przez amerykański Departament Wojny 30 kwietnia 1862 roku na potrzeby walk na Missisipi i jej dopływach (pozostałe dwie to „Indianola” i „Chillicothe”). Były to ostatnie kazamatowe rzeczne okręty pancerne zamówione przez Unię. Wszystkie trzy kanonierki były zbudowane na bazie takiej samej idei Josepha Browna: szerokich płaskodennych okrętów z poprzeczną kazamatą pancerną, umożliwiającą silną salwę do przodu, z obudowanymi bocznymi kołami łopatkowymi w tylnej części jednostki. „Tuscumbia” była największą jednostką z całej trójki, a przy tym najszerszym amerykańskim okrętem aż do końcówki XIX wieku. Jej koszt budowy wyniósł ponad 229 000 dolarów. Nazwa okrętu wywodziła się od miasta w Alabamie, nazwanego od imienia wodza Czirokezów. Budowa kadłuba została podzlecona nieustalonej stoczni z New Albany nad rzeką Ohio – być może McCord & Junger, która dostarczyła maszyny. Okręt był wodowany 12 grudnia 1862.
Wszystkie trzy kanonierki były drewnianymi okrętami o napędzie bocznokołowym, z kołami łopatkowymi w dużych obudowanych tamborach blisko rufy. W przedniej części na pokładzie znajdowała się szeroka i krótka opancerzona kazamata, z pochylonymi ścianami. Pod koniec budowy plany „Tuscumbii” zmodyfikowano na żądanie admirała Davida Portera, dodając jeszcze kazamatę rufową. Z uwagi na rozmiary oraz duże masy umieszczone z przodu i tyłu, jednostka musiała być usztywniona typowymi dla amerykańskich statków rzecznych prowadzonymi wysoko wzdłużnymi i dodatkowo poprzecznymi cięgłami (ang. hog chains). Mimo to, problemem było opadanie kadłuba na krańcach, zwłaszcza przy uszkodzeniu cięgieł w walce. Kazamaty były przykryte pomiędzy kołami łopatkowymi lekkim pokładem (ang. hurricane deck) ze sterówką. Kazamata, znajdująca się w przedniej części, miała ok. 18,9 m szerokości i 6,7 m długości (62 na 22 stopy).
Ustalenie szczegółów konstrukcji i danych okrętu jest utrudnione z uwagi na brak zachowanych kompletnych oryginalnych planów. Podawana jest wyporność 915 ton. Długość okrętu wynosiła 176 stóp (53,6 m) lub według innych danych 178 stóp (54,2 m). Podawane są różne wielkości szerokości: 72 stopy (21,9 m), 75 stóp (22,9 m) albo nawet ponad 79 stóp (24,1 m). Wysokość kadłuba od dna do pokładu wynosiła ok. 2,1 m (7 stóp). Dla wzmocnienia kadłuba, posiadał on grodzie oraz usztywniające nadstępki i belki wewnątrz.
Uzbrojenie stanowiły trzy gładkolufowe 11-calowe (279 mm) działa Dahlgrena, mogące strzelać przez ambrazury z przodu kazamaty lub jej boków (po jednej). Pod koniec budowy dodano kazamatę rufową z dwoma 9-calowymi (229 mm) działami Dahlgrena.
Opancerzenie kazamaty tworzyły płyty żelazne grubości 76 mm (3 cale) na podkładzie z drewna grubości 30 cm (12 cali). Podobnie opancerzona była również kazamata rufowa, na podkładzie drewnianym grubości 20 cm (8 cali). Burty były chronione 30-centymetrową osłoną drewnianą pokrytą 2-calowymi (51 mm) płytami żelaznymi, sięgającymi poniżej linii wodnej. Pokład był pokryty płytami grubości 25 mm (1 cal). Masa pancerza wynosiła około 480 ton.
Napęd okrętu stanowiły dwa boczne koła łopatkowe, umieszczone w wycięciach blisko rufy, a dodatkowo dwie śruby o średnicy 6 stóp (ok. 183 mm). Taki nietypowy układ, zastosowany jeszcze na kanonierce „Indianola”, był wybrany w celu polepszenia manewrowości szerokiego okrętu. Koła i śruby poruszane były indywidualnie przez cztery maszyny parowe, w tym maszyny poruszające kołami miały średnicę cylindra i skok tłoka 76 × 183 cm (30″ × 6′), a napędzające śruby za pomocą przekładni – 51 × 51 cm (20″ × 20″). Parę dostarczały kotły parowe, z których spaliny odprowadzano przed dwa wysokie kominy ustawione obok siebie, typowe dla amerykańskich statków rzecznych. Prędkość wynosiła 10 mil na godzinę pod prąd (16 km/h).

## Służba
„Tuscumbia” została wcielona do służby 12 marca 1863 roku w Cairo. Pierwszym dowódcą był komandor podporucznik (Lt Cdr) James W. Shirk. Jednostka weszła następnie w skład Zachodniej Flotylli Kanonierek.
Okręt rozpoczął działania od wsparcia odzyskania fortu Heiman nad rzeką Tennessee między 12 a 14 marca 1863 roku, niszcząc konfederackie jednostki transportujące żołnierzy przez rzekę i ostrzeliwując z flanki pozycje konfederatów za fortem. Od końca marca okręt przeszedł na Missisipi, biorąc dalej udział w kampanii na tej rzece, w szczególności pod Vicksburgiem. 1 kwietnia z wiceadmirałem Davidem Porterem i generałami Grantem i Shermanem na pokładzie kanonierka odbyła wypad rozpoznawczy w górę dopływu Missisipi Yazoo w celu zbadania możliwości lądowania pod Hayne's Bluff powyżej Vicksburga, lecz musiała wycofać się pod ogniem baterii lądowych. W nocy 16/17 kwietnia „Tuscumbia” brała udział w przedarciu się jednostek flotylli w dół rzeki obok baterii Vicksburga do New Carthage, holując uszkodzony transportowiec „Forest Queen”. Ponownie kanonierka rozpoznawała rzekę między New Carthage a Grand Gulf z generałem Pricem na pokładzie, szukając możliwości ataku na Vicksburg.
29 kwietnia „Tuscumbia” wspierała atak pod Grand Gulf, otrzymując 81 trafień. Jednostka została wyłączona z akcji i miała pięć ofiar wśród załogi. Kule zerwały między innymi trzy z czterech głównych łańcuchów usztywniających i rufa jednostki opadła o ponad 18 cm. Podczas akcji opadło również lewe koło łopatkowe, uszkadzając swoją maszynę, i kanonierka stała się niezdolna do manewrów i spłynęła z prądem rzeki. Po naprawach, ponownie brała udział w pojedynkach z konfederackimi bateriami pod Vicksburgiem 19 i 22 maja, odnosząc sukcesy drugiego dnia wraz z innymi kanonierkami. 
W sierpniu „Tuscumbia” odeszła na remont do Memphis, lecz prace odłożono i została wyremontowana dopiero w maju 1864 roku. Patrolowała następnie między Cairo a początkiem rzeki Tennessee. 
W lutym 1865 roku została wycofana z czynnej służby, a po wojnie 29 listopada 1865 roku sprzedana na aukcji w Mound City za 3000 dolarów.
Okręt był krytykowany za słabą jakość wykonania i słabą konstrukcję oraz wybijanie przy trafieniach śrub mocujących pancerz. Z drugiej strony, wiceadmirał Porter chwalił, że kanonierki Browna spełniły swoją funkcję, do której były przeznaczone.